# Rogożewek
Rogożewek – wieś sołecka w Polsce położona w województwie mazowieckim, w powiecie gostynińskim, w gminie Gostynin.
Do 1954 roku siedziba wiejskiej gminy Lucień. W latach 1975–1998 miejscowość administracyjnie należała do województwa płockiego.